# Мостик (шашечная комбинация)

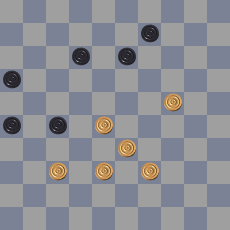
диаграмма 1.

Мостик — стандартная комбинация в шашках. Название отражает характерное для этого удара «наведение моста» к шашке соперника, стоящей перед дамочными полями (после этого манёвра белые заключительным ударом по «мосту» перебегают в дамки). В Голландии называется удар Вейса (нидерл. zetje van Weiss), отдавая честь памяти первого известного шашиста, проведшего этот удар в 1900 году (см. диаграмму 1). Чемпион мира Исидор Вейс в этой позиции провёл удар, новый для того времени.
24-19 (13x24) 28-22 (27x18) 37-31 (26х37) 38-32 (37x28) 33x4.

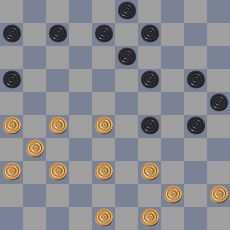
диаграмма 2.

Несмотря на простоту, удар незаметен. Следующая позиция (на диаграмме 2) возникла в матче за мировую корону в 1973 году. Белыми играл Тон Сейбрандс, чёрными Андрис Андрейко. Их последний ход 15-20? дал возможность Сейбрандсу навести «мостик».
38-33 (29x38) 28-23 (19x28) 27-22 (28x17) 37-32 (38x27) 31x2

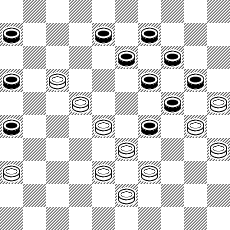
диаграмма 3.

В Чемпионате Голландии 2008 года в партии G. Kolk — P. Meurs возникла такая позиция (диаграмма 3).

В этой казалось бы безнадёжной позиции находится 42. 22-18!! 13x11 43. 28-23 29x18 44. 36-31 26x37 45. 38-32 37x28 46. 33x4x. Вечнозелёный мостик! Но белые не заметили этой возможности, отдали шашку и проиграли.— http://www.shashki.com/PNphpBB2-viewtopic-t-1121-start-30.html
Название характерно для международных шашек, но применяется и в русских шашках, где удар «мостик» встречается значительно реже.
Андрей Иванов в примечаниях к одной из партий приводит такое рассуждение

этот приём называется «мостик». Он скорее из стоклеток, а в русских шашках встречается редко. Поэтому, скорее всего, он и ускользнул от внимания моего противника.
— http://www.shashki.com/games/ivanov/sko_iva.files/sko_iva.pdn

## Тривия
Удар «мостик» упоминается в стихотворении Геннадия Ивановича Шавырина «Шашки наголо!»
А этот вот не растерялся

И хоть на «бомбе» подорвался,

Врага ударил «каблуком»

И в довершение потом

Вонзил ему он, как занозу

Неотразимую угрозу.

А тот схитрил — построил «мостик»

И так к врагу прорвался в гости.

И думал — всё, но этот враг

В ответ провёл удар «трик-трак»